# Trực Thanh
Trực Thanh là một xã thuộc huyện Trực Ninh, tỉnh Nam Định, Việt Nam.
Xã Trực Thanh có diện tích 5,59 km², dân số năm 1999 là 5672 người, mật độ dân số đạt 1015 người/km².